# David González Lobo
David González Lobo (Barinitas, Estado Barinas) es un poeta venezolano. Es licenciado en Letras por la Universidad de los Andes, y miembro honorario de la Asociación de Escritores del Estado Barinas. Desde 1991 reside en Sevilla, donde dirige, junto a Agustín María García López, Tinta China, Revista de Literatura, publicación recomendada por la Unesco[cita requerida]

## Obra
Ha publicado diversos libros de poesía:
- No hay casa fuerte (Premio Solar de Poesía), Mérida, Ediciones Solar, 1991
- Casa de fuego (selección) en AA.VV.: El Sobre Hilado, Sevilla, El Sobre Hilado y Padilla Libros, Editores y Libreros, 2003
- Casa de fuego, Mérida, Mucuglifo-CONAC, 2005
- Fragmentos de vigilia, Barinas, Asociación de Escritores del Estado Barinas, 2005.
- Dulcamara y otros poemas (poesía reunida 1984-2011), Caracas, coedición de Ediciones Mucuglifo y Fundación Editorial El Perro y la Rana, 2012.
- Dulcamara, prólogo de Miguel Florián, Sevilla, Ediciones en Huida, 2013.

Algunos poemas suyos figuran en Andina, Antología de joven poesía de Mérida, Táchira y Trujillo, edición y notas de Julio Miranda, Caracas, Fundarte, 1988.
Ha colaborado en publicaciones como los diarios El Nacional y El Universal y las revistas Solar (Mérida), Revista Nacional de Cultura de Venezuela, Pequeña Venecia y El Fantasma de la Glorieta.
Ha participado asimismo en distintos eventos relacionados con la difusión y el estudio de la poesía, entre los que destaca la última edición del Ciclo "Intersecciones", organizado en marzo de 2009 por la Universidad de Salamanca, donde fue invitado junto con otros autores como Olvido García Valdés o Antonio Carvajal.